# Hieracium heterogynum
Hieracium heterogynum es una especie de planta con flor del género Hieracium, de la familia Asteraceae, orden Asterales.

## Distribución
Hieracium heterogynum se distribuye por Albania, Bulgaria y exYugoslavia.

## Taxonomía
Fue descrita científicamente por (Froel.) Gutermann.
Tratamiento taxonómico
La especie aparece registrada y publicada en Oesterr. Bot. Z.